# José Muguerza
José Muguerza Anitua (Eibar, 15 settembre 1911 – Città del Messico, 23 ottobre 1980) è stato un calciatore e allenatore di calcio spagnolo, di ruolo difensore.

## Carriera
Cresciuto nelle giovanili dell'Eibar, nel campionato 1928-1929 passa all'Athletic Bilbao, debuttando il 28 aprile 1929 durante Athletic-Real Sociedad 4-2. Con i baschi disputò 8 stagioni, totalizzando 231 presenze (129 in campionato), vincendo quattro campionati ed altrettante Coppe di Spagna.
Allo scoppio della Guerra civile spagnola, nel 1936, i campionati vennero sospesi e lui giocò con la nazionale dei paesi baschi in un tour europeo volto a raccogliere fondi per i rifugiati baschi, nonché svolgere propaganda a favore del governo basco e della Repubblica. Quando la città di Bilbao cadde nelle mani di Franco, la selezione basca continuò il tour in America.
In Messico la squadra disputò la Major League 1938-1939, con il nome di Club Deportivo Euzkadi. Al termine della stagione la selezione basca venne sciolta, ma Muguerza decise di non rientrare in Spagna, anche a causa dell'avversione al neonato regime che ne impossibilitava il rientro in patria.
Stabilitosi definitivamente in Messico, divenne in seguito direttore tecnico del C.F. Monterrey.

## Nazionale
È stato convocato con la nazionale spagnola in 9 occasioni. Il suo debutto risale al 14 giugno 1930, nella partita Cecoslovacchia-Spagna 2-0.
Muguerza ha inoltre partecipato al Campionato mondiale di calcio 1934.

## Palmarès

### Competizioni nazionali
- Campionato spagnolo: 4

Athletic Bilbao: 1929-1930, 1930-1931, 1933-1934, 1935-1936
- Coppa di Spagna: 4

Athletic Bilbao: 1930, 1931, 1932 e 1933